# NGC 867
NGC 867 is een spiraalvormig sterrenstelsel in het sterrenbeeld Walvis. Het hemelobject werd op 21 december 1783 ontdekt door de Duits-Britse astronoom William Herschel.

## Synoniemen
- NGC 875
- PGC 8718
- UGC 1760
- MCG 0-6-60
- ZWG 387.65
- KCPG 62A